# Stazione di monta equina di Tarbes
La stazione di monta equina di Tarbes (in francese Haras national de Tarbes, letteralmente "stalla nazionale di Tarbes") è uno stabilimento pubblico situato a Tarbes, negli Alti Pirenei,in Francia.
Fa parte delle cosiddette Haras nationaux, le "stalle nazionali", enti pubblici dislocati sul territorio nazionale che si occupano di amministrare, regolare e controllare la riproduzione di cavalli e asini.

## Storia

### Il maneggio

#### Stazione imperiale di monta equina di Tarbes

Galleria
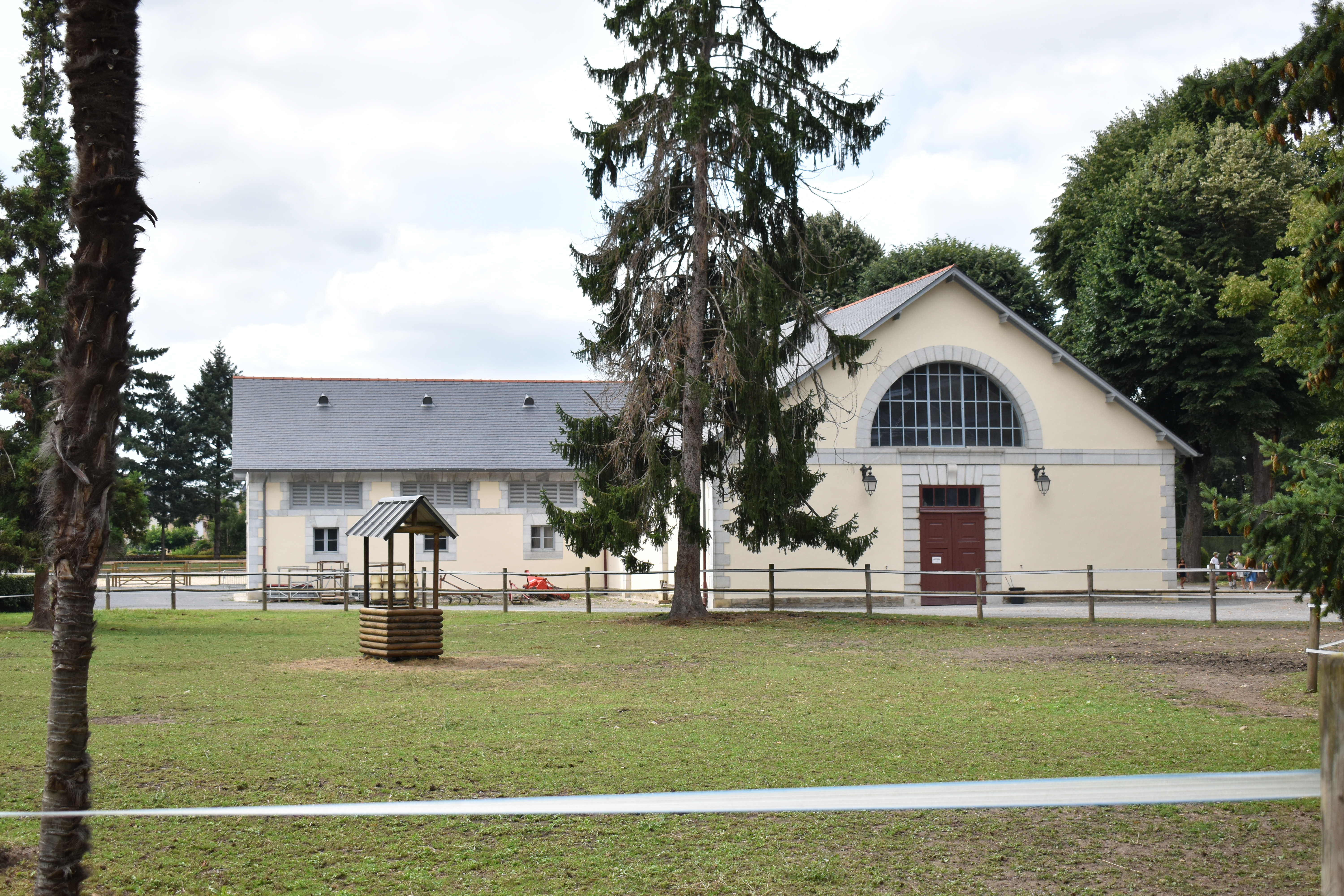
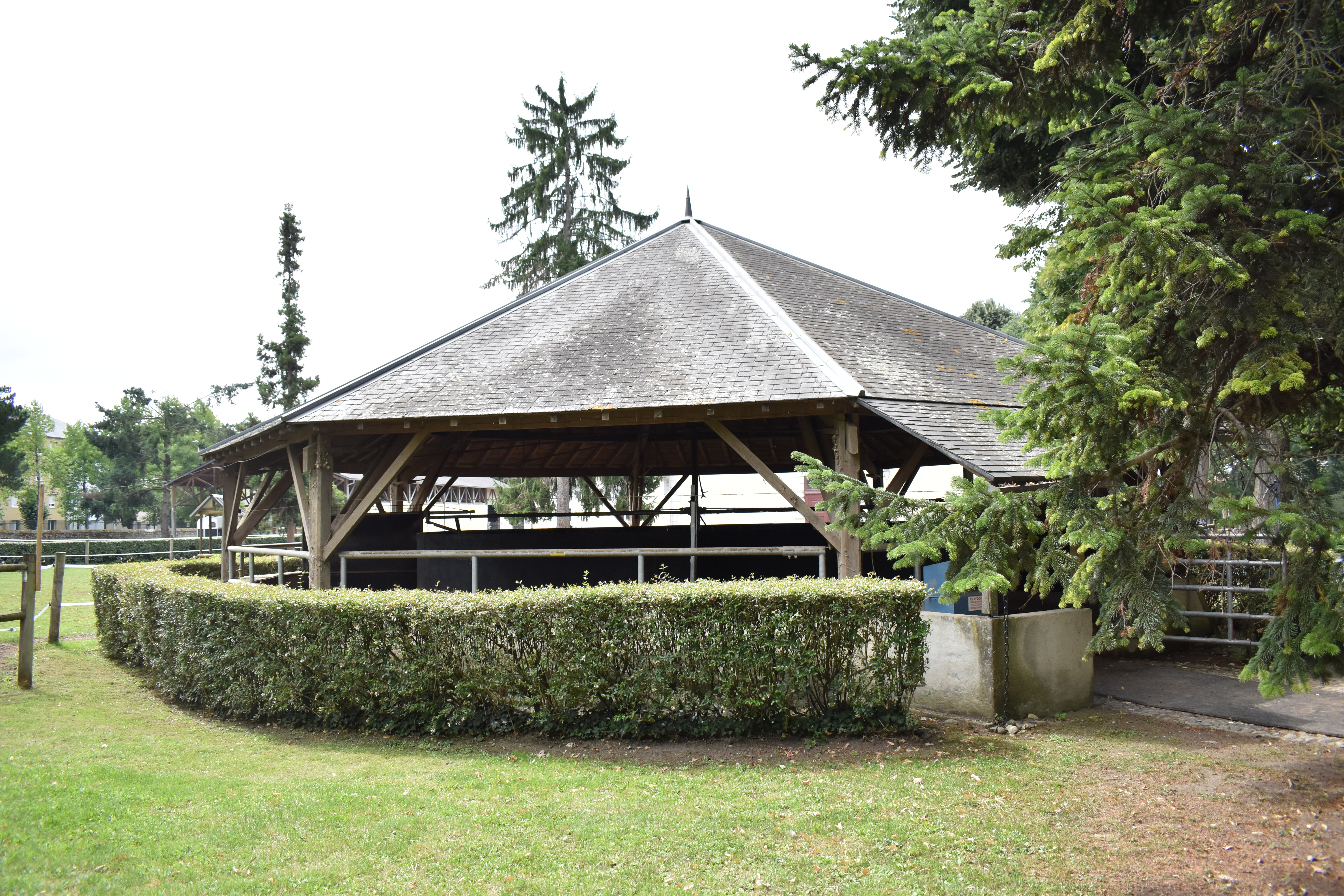
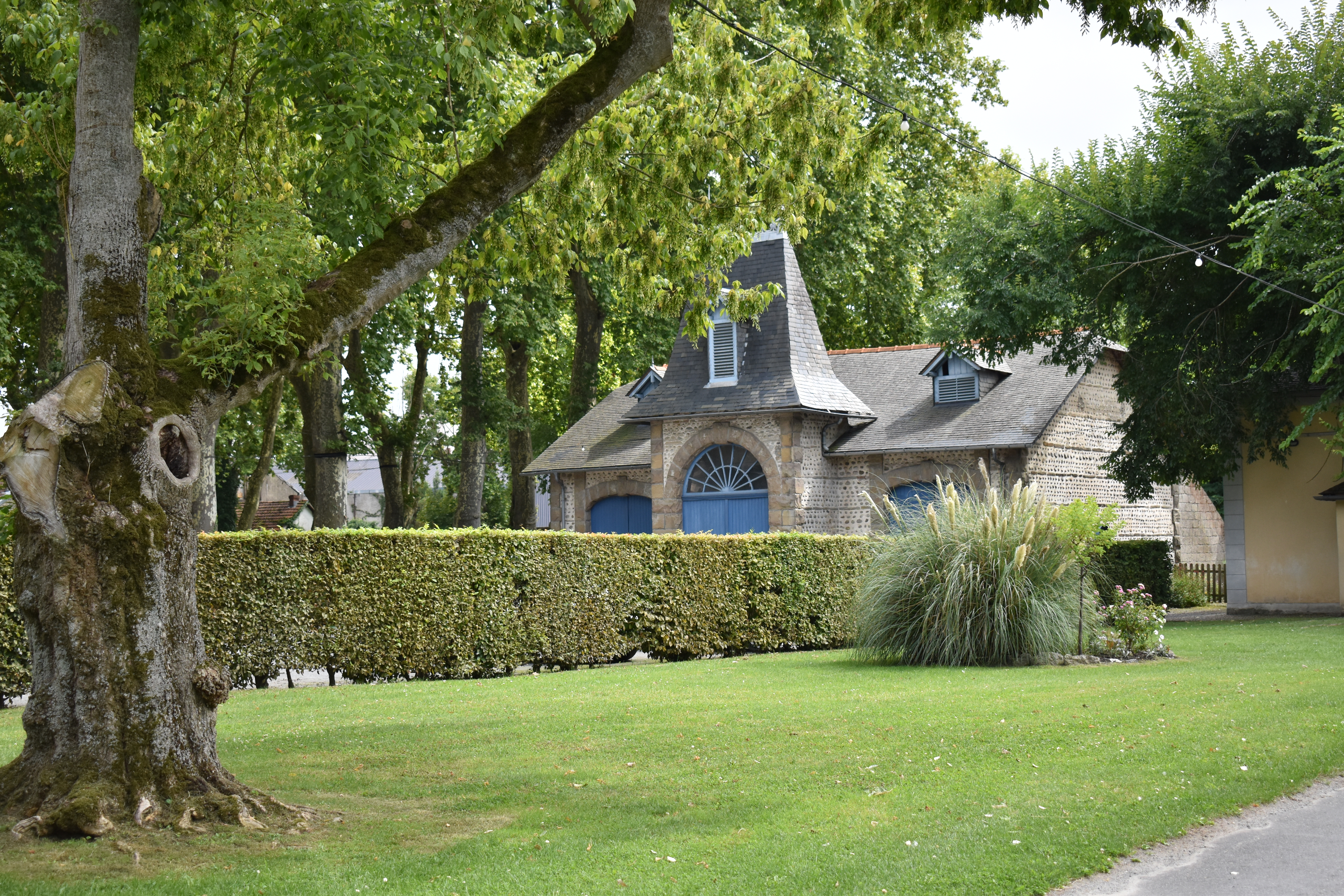
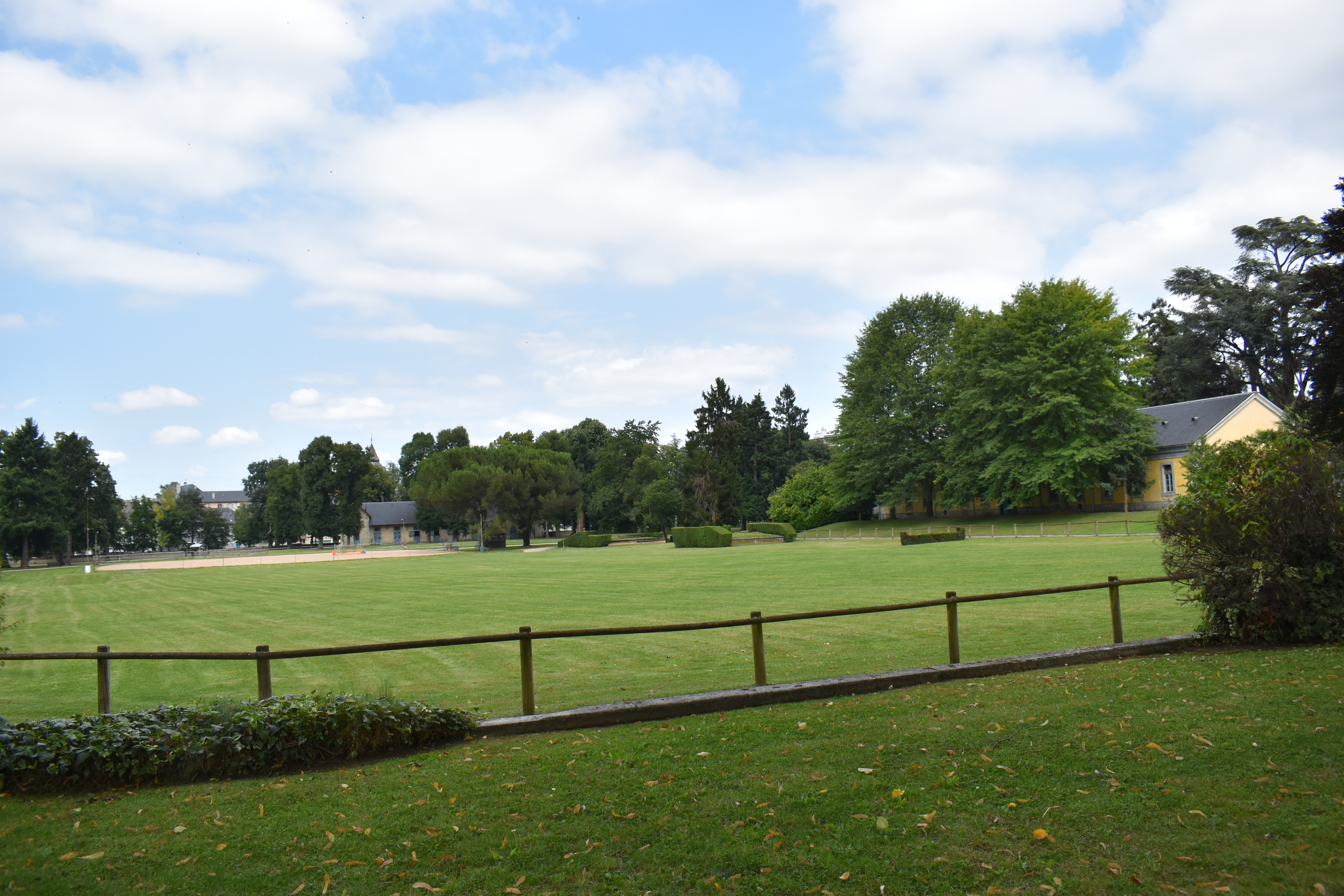

In Francia all'epoca del re Luigi XIV, il Ministro Colbert volle sviluppare l'allevamento per diminuire le spese generate dall'acquisto di cavalli all'estero. Nel 1665 Colbert firmò il decreto di creazione delle Stazioni Nazionali di monta equina.
Le «Regie Stazioni di monta equina» («Haras royaux») furono abolite dall'Assemblea costituente nel 1790 durante la Rivoluzione (abolizione denunciata nei «Cahiers de doléances des Etats généraux» cioè nei documenti contenenti le rimostranze e le petizioni dei delegati agli Stati Generali del 1789).
La riapertura delle Stazioni di monta equina avvenne solo con Napoleone. Furono allora chiamate «Stazioni Imperiali di monta equina». Fin dal 1806, Tarbes accolse una Stazione imperiale di monta equina, dapprima nel vecchio Seminario della città e poi nel sito attuale.
Per tutto l'Ottocento gli architetti si successero per dotare la Stazione di monta equina di diverse costruzioni che formano tuttora un insieme armonioso, fortemente impregnato dello stile imperiale.

## Le Stazioni Nazionali di monta equina oggi
Oggi, le Stazioni Nazionali di monta equina costituiscono 18 società statali che operano sotto la tutela del Ministero dell'Agricoltura.
Occorre precisare che le Stazioni Nazionali di monta equina non assomigliano a nessun'altra struttura equestre. In effetti, non si tratta né di centri equestri per formare i giovani cavalieri, né di luoghi di allevamento, né di «maternità per giumente (cavalle)».
Le missioni della Stazione Nazionale di monta equina sono:
- La Selezione e la salvaguardia delle razze
- La Ricerca e la sperimentazione
- La promozione del settore equino
- L'anagrafe equina
- La diffusione delle Conoscenze
- Aiuto tecnico alla preparazione di progetti legati ai cavalli
- Formazione ai lavori con i cavalli

## Tarbes, culla della razza Anglo-araba

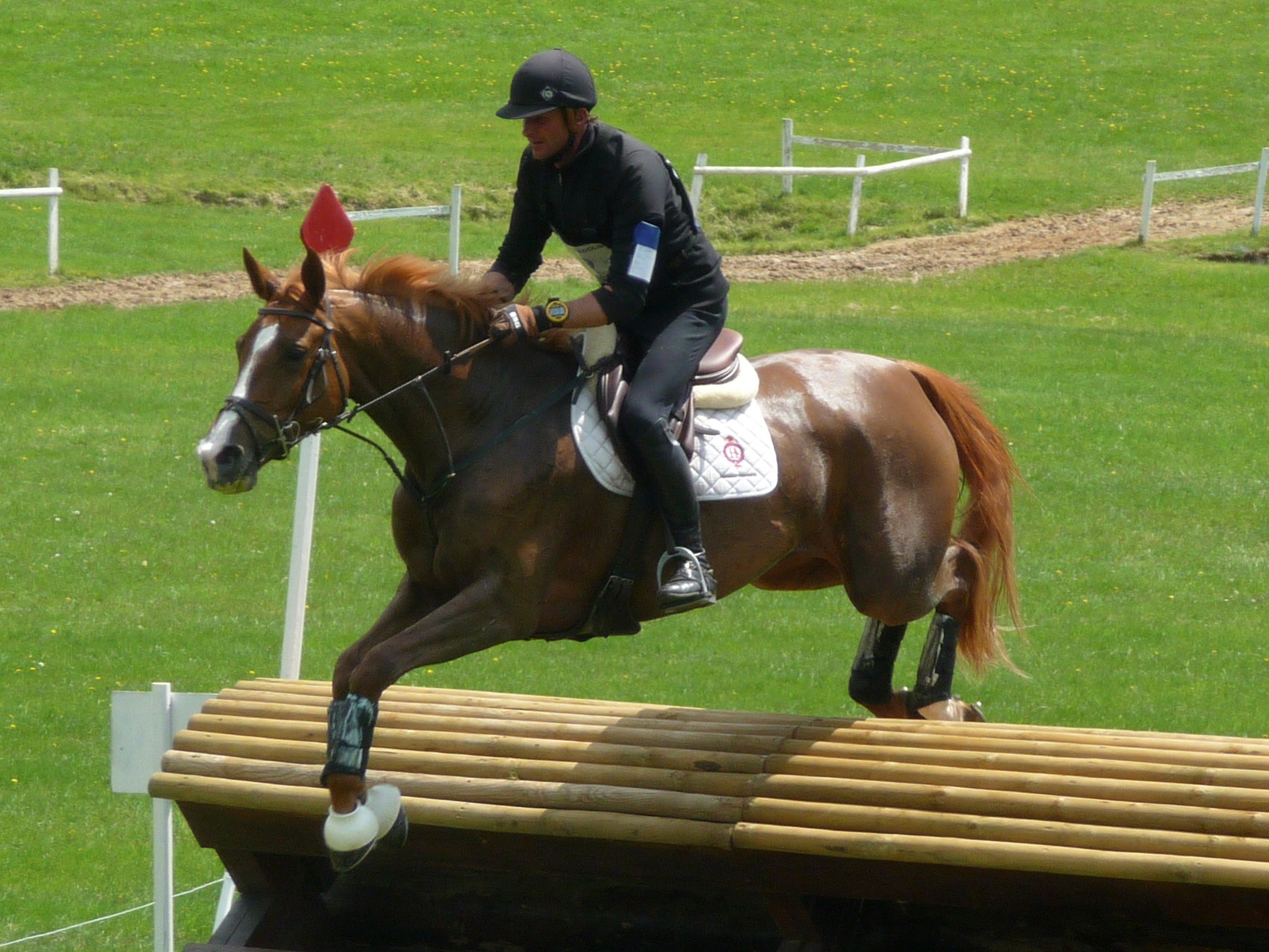
Anglo-arabo francese

Secondo la regione dove sono sistemate, le Stazioni Nazionali di monta equina hanno una razza o più razze preferite. La Stazione Nazionale di monta equina di Tarbes è la culla della razza Anglo-arabo francese. Si tratta di un eccellente cavallo sportivo, particolarmente indicato per il salto ostacoli, il cross-country ed il "Completo".

## La Casa del Cavallo
In origine, quest'edificio, finito nel 1820, era un maneggio. Poi, fu trasformato in scuderia alla fine dell'Ottocento. Con l'aiuto di un architetto, è stato modificato lo spazio. Due sale bellissime sono a disposizione dei visitatori. Al primo piano, uno spazio di 167 m² è dedicato alla cultura sotto la forma di una mostra. Al pianterreno, in un ambiente ludico e pedagogico, la superficie è stata sistemata come complemento alla visita della Stazione Nazionale di monta equina. La Casa del Cavallo è un legame tra il mondo equestre e gli uomini. È un'agorà moderna.

## La Selleria d'Onore
Quest'edificio, costruito nel 1823, accoglie felicemente dei finimenti, delle selle d'epoca, diversi oggetti ed accessori che servono per andare a cavallo. È un viaggio in mezzo agli odori del cuoio e del legno.

## La mascalcia
Restaurata nel 1999, è diventata ora un luogo piacevole e funzionale.
In effetti, ogni cavallo sollecitato, anche poco, deve essere ferrato.
Possiamo notare due zone di ferratura. Una per i cavalli leggeri, l'altra per i cavalli pesanti.
Nella prima zona, il cavallo viene legato al cerchietto murale grazie alla cavezza. Con l'ausilio di un aiutante che mantiene il piede del cavallo, il maniscalco procede alla ferratura: si parla di ferratura alla francese.
Nella seconda zona, viene usato un attrezzo con cinghie chiamato Travaglio per ferrare (travail ou métier). Si usa solo con i cavalli da tiro.
Nelle due zone, il lastricato in legno offre ai cavalli pavimenti antisdrucciolevoli.
Il lastricato in legno è anche molto utile quando un cavallo impaziente si mette a raspare energicamente il suolo, deteriorando così il lavoro fatto dal maniscalco che gli ha appena scornato lo zoccolo.

## Le Scuderie

### La scuderia Devèze
È la scuderia più antica (1812) della Stazione Nazionale di monta equina. Serve occasionalmente per il deposito momentaneo (una giornata) di cavalli di passaggio. È l'unico edificio che ancora non è stato restaurato. 	

### La scuderia Artigala
Risale alla metà dell'Ottocento. È una costruzione rustica, con un'architettura particolare. Si divide in due parti: la prima, con le porte dei box che danno direttamente verso l'esterno; la seconda parte si trova dietro e possiede uno spazio che permette di poter occuparsi del cavallo in ottime condizioni.

### La scuderia Larrieu
È la scuderia più recente (1881) della Stazione Nazionale di monta equina perché fu costruita alla fine dell'Ottocento (1881, restaurata nel 1992).
Questi box, pur essendo recenti, rispettano lo stile originale. Sono fatti in quercia massiccia e sono provvisti di abbeveratoi automatici, e di mangiatoie in marmo. Ogni box possiede una botola.

## L'unità di Riproduzione
Attiva tutto l'anno, l'unità di riproduzione possiede tutte le attrezzature necessarie alla realizzazione degli ultimi metodi di riproduzione.
Le due tecniche di fecondazione sono:
- La monta naturale
- L'inseminazione artificiale